# Ordelaffi

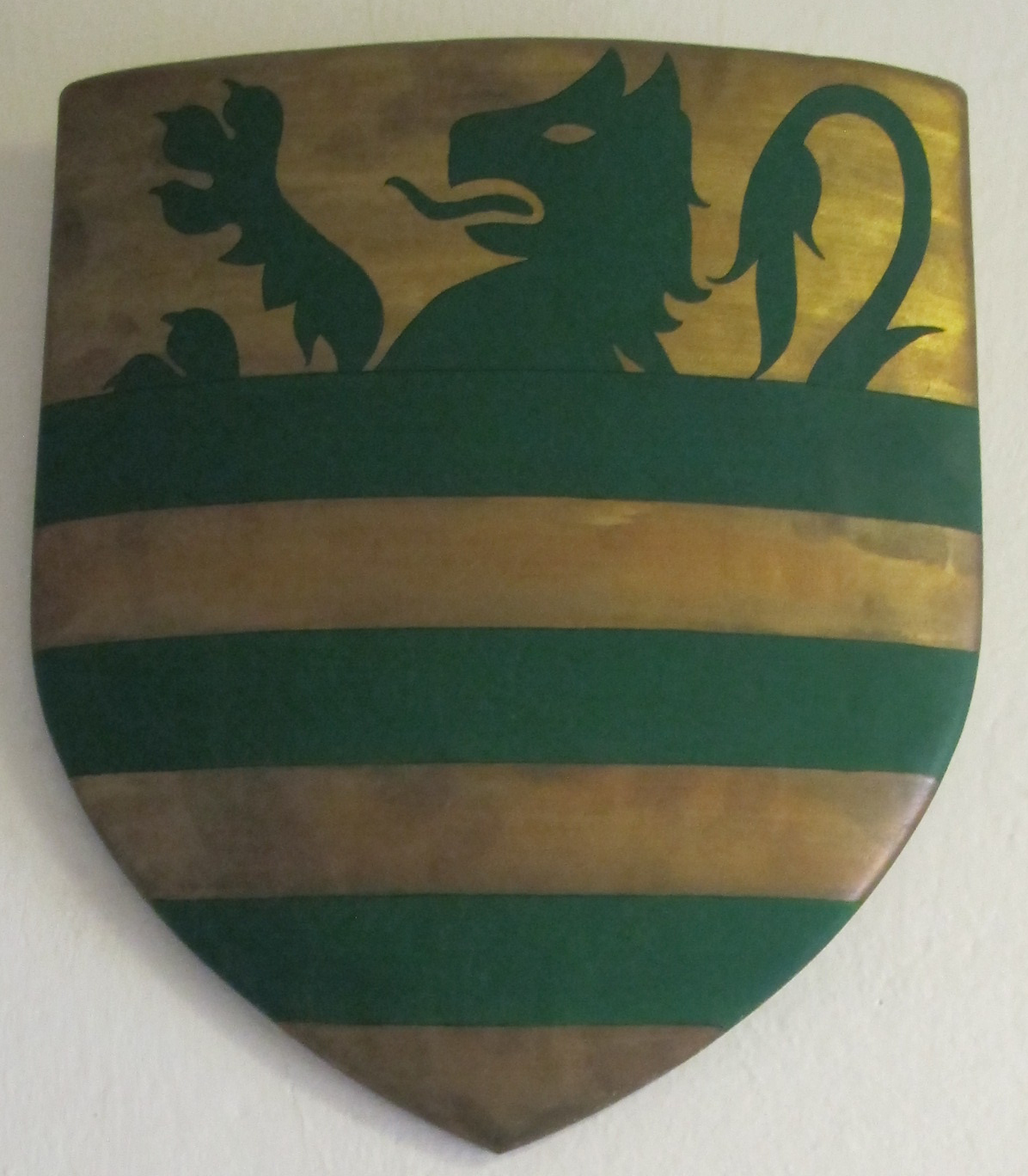
Stemma di Casa Ordelaffi custodito nella casa di Dante a Firenze

Gli Ordelaffi erano le famiglie che tennero, con interruzioni, la signoria della città di Forlì tra la fine del secolo XIII e gli inizi del secolo XVI.

## Storia

### Origini
La famiglia è di probabile origine germanica o veneta. Nelle cronache cittadine un Ordelaffi viene citato per la prima volta alla metà del XII secolo, essendosi trasferito in città, nella contrada Santa Croce, dai propri possedimenti nel contado.
Si ha traccia di un Lor (o Alor, o Aloro) de Laffia, o dell'Affia, (da cui discenderà la famiglia degli Ordelaffi, signori di Forlì per circa due secoli) capitano di origine germanica, arruolato da Berengario nell'889 per riconquistare a favore dell'impero alcune città. Si sa con certezza che in questo stesso anno, l'889, Lor de Laffia è governatore delle armi in una Forlì che, secondo le fonti, comincerà a reggersi (fatto fondamentale nella storia della città) a libero comune.
Nel 910 Lor de Laffia tentò di impadronirsi del potere a Forlì, ma, cacciato dal popolo, fu costretto a riparare prima a Ravenna e poi a Venezia. Secondo una leggenda, un ramo della famiglia discendente da Lor de Laffia avrebbe mutato il proprio nome, invertendone le lettere: da Ordelaf in Faledro o Faliero, famiglia che diede alcuni dogi; proprio uno di questi portava il nome di Ordelaffo Falier.

### Signori di Forlì

Palazzo Ordelaffi a Forlì

La famiglia Ordelaffi, comunque, prese il potere nella città di Forlì, roccaforte ghibellina, alla fine del XIII secolo. La signoria, estesa a Castrocaro, a Forlimpopoli e a Cesena, restò nelle loro mani fino al 1359 e di nuovo tra il 1376 e il 1480, con un effimero ritorno nel 1503-1504.

## Nella Divina Commedia
Come Signori di Forlì sono citati:
(Divina Commedia, Inf. XXVII, 45)

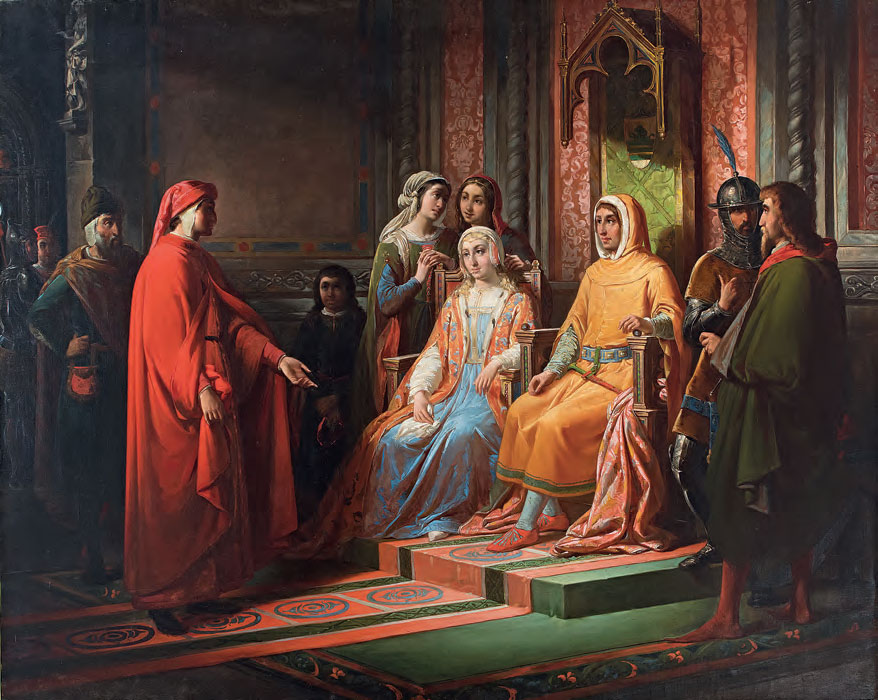
Dante e Scarpetta Ordelaffi di Pompeo Randi

Nella citazione le "branche verdi" sono gli artigli del leone rampante dello stemma familiare degli Ordelaffi.

## Linea di successione
- Scarpetta I Ordelaffi, che fu Capitano di Forlì nel 997.
- Scarpetta Ordelaffi, che incaricò Michele di Silvestro Merenda di riedificare Forlimpopoli nel 1044.
- Faledro Ordelaffi, che partecipò alla Prima Crociata con altri forlivesi, come Mazzone Allegretti e Merlino Merenda
- Teobaldo Ordelaffi (capo dei ghibellini a Forlì, morto nel 1296).
- Peppo Ordelaffi, vescovo di Forlì, forse intruso, nel 1303.
- Scarpetta Ordelaffi (morto dopo il 1317), primo Ordelaffi signore di Forlì, dal 1295 fino al 1315.
- Pino I Ordelaffi, signore di Bertinoro dal 1306 al 1310.
- Francesco I Ordelaffi, conosciuto come Cecco I, fratello di Scarpetta, tenne la signoria tra il 1315 e il 1331.
- Francesco II Ordelaffi (morto nel 1374), noto anche come Francesco Ordelaffi "il Grande", tenne la signoria dal 1331, fino al 1359.
- Marzia Ordelaffi, detta Cia, moglie di Francesco, ne sostenne la politica anche combattendo, e divenne così una leggendaria figura di donna guerriera.
- Sinibaldo Ordelaffi (1336-1386), tenne la signoria dal 1376 fino alla morte.
- Giovanni Ordelaffi (1355-1399), capitano di ventura.
- Pino II Ordelaffi, tenne la signoria dal 1386 alla morte nel 1402.
- Francesco III Ordelaffi (1349-1405), tenne la signoria dal 1402 fino alla morte.
- Scarpetta Ordelaffi, figlio di Francesco, fu vescovo di Forlì dal 1391 al 1401.
- Giorgio Ordelaffi (morto nel 1423), tenne la signoria dal 1411 fino alla morte.
- Tebaldo Ordelaffi (1413-1425), tenne la signoria dal 1423 fino alla morte.
- Antonio Ordelaffi, tenne la signoria tra il 1433 e il 1436 e ancora tra il 1438 e il 1448.
- Francesco IV Ordelaffi (1435-1466), detto Cecco IV, tenne la signoria dal 1448 alla morte.
- Pino III Ordelaffi (1440 -1480), fratello di Cecco IV, tenne la signoria dal 1466 alla morte.
- Sinibaldo II Ordelaffi (1467-1480), giovanissimo figlio di Pino III,  e Cecco Ordelaffi (1461-1488), figlio di Francesco IV e di Elisabetta Manfredi, si contesero la signoria dopo la sua morte. Questa passò quindi nuovamente sotto il dominio pontificio.
- Antonio Maria Ordelaffi (1460-1504), figlio di Cecco IV, tenne la signoria tra il 1503 e la morte. Con la morte di Antonio Maria, il ramo principale della famiglia si estinse.
- Ludovico II Ordelaffi (?-1504), signore di Forlì dal 6 febbraio 1504 al 3 aprile 1504. Ultimo membro della famiglia Ordelaffi.

## Palazzi e castelli
- Palazzo comunale di Forlì, esistente già nel XIV secolo e dove la famiglia trasferì la sua dimora nel 1412.  Fu in seguito ampiamente rimaneggiato ed è attualmente sede del Municipio.
- Palazzo Albicini, che occupa parte delle antiche case degli Ordelaffi, in corso Giuseppe Garibaldi, a Forlì.
- Rocca di Ravaldino a Forlì, del XIV secolo.
- Rocca di Forlimpopoli, eretta tra il 1380 e il 1400, attuale sede del Museo Archeologico Civico.
- Castello di Predappio Alta, sorto nel X secolo e fortificato nel 1471 sotto il dominio di Pino III Ordelaffi.

## Ramo Ordelaffi di Venezia

Stemma Falier

Altri discendenti di Lor de Laffia si trasferirono nella Repubblica di Venezia e cambiarono il loro cognome in Faliero o Faledro, la forma invertita di Ordelaf. A Venezia divenne potente anche il ramo Falier, che ebbe due dogi all'inizio del XII secolo: Vitale Falier (1084–1095) e Ordelafo Falier (1102-1117).
Nel 1211 i Faliero furono i primi coloni veneziani nel Ducato di Candia (oggi Creta), iniziando un proficuo commercio con gli altri stati mediterranei.
Il declino di questa famiglia iniziò nel 1355, quando il doge Marino Faliero tentò di organizzare un colpo di stato a Venezia e stabilire una monarchia, ma fallì e fu decapitato. Sebbene vi fossero altri Faliero di rilievo, non raggiunsero mai più la carica di doge e alla fine del XIV secolo la famiglia scomparve.